# Стефанос Атанасіадіс
Стефанос Атанасіадіс (грец. Στέφανος Αθανασσιάδης, нар. 24 грудня 1988, Лаккома) — грецький футболіст, нападник клубу «Анагеннісі» (Кардиця).

## Клубна кар'єра
Народився 24 грудня 1988 року в місті Лаккома. Вихованець ПАОКа, в школі якого навчався з восьми років.
У дорослому футболі дебютував 2006 року виступами за основну команду ПАОКа, проте за три сезони взяв участь лише у 14 матчах чемпіонату, забивши 4 голи, через що протягом сезону 2009–10 років на правах оренди захищав кольори «Пансерраїкоса», що виступав у другому за рівнем дивізіону Греції.
До складу ПАОКа повернувся влітку 2010 року, поступово ставши основним нападником команди. Наразі встиг відіграти за клуб з Салонік 81 матч в національному чемпіонаті, в яких забив 34 голи.

## Виступи за збірні
Виступав у складі юнацької збірної Греції, взяв участь в одній грі на юнацькому рівні.
Протягом 2008–2010 років залучався до складу молодіжної збірної Греції. На молодіжному рівні зіграв у 6 офіційних матчах, забив 1 гол.
8 червня 2011 року дебютував в офіційних матчах у складі національної збірної Греції в товариській грі зі збірною Еквадору, яка завершилась внічию 1:1. Наразі провів у формі головної команди країни 12 матчів.
| Дата       | Місто       | Господарі         | Результат | Гості             | Турнір            | Голи | Примітки |
| ---------- | ----------- | ----------------- | --------- | ----------------- | ----------------- | ---- | -------- |
| 7-6-2011   | Нью-Йорк    | Еквадор           | 1 – 1     | Греція            | товариський матч  | -    | 64'      |
| 11-10-2011 | Тбілісі     | Грузія            | 1 – 2     | Греція            | Відбір до ЧЄ 2012 | -    | 68' 74'  |
| 29-2-2012  | Іракліон    | Греція            | 1 – 1     | Бельгія           | товариський матч  | -    | 77'      |
| 14-11-2012 | Дублін      | Ірландія          | 0 – 1     | Греція            | товариський матч  | -    | 46'      |
| 6-2-2013   | Пірей       | Греція            | 0 – 0     | Швейцарія         | товариський матч  | -    | 70'      |
| 15-10-2013 | Пірей       | Греція            | 2 – 0     | Ліхтенштейн       | Відбір до ЧС 2014 | -    | 86'      |
| 11-10-2014 | Гельсінкі   | Фінляндія         | 1 – 1     | Греція            | Відбір до ЧЄ 2016 | -    | 84'      |
| 14-10-2014 | Пірей       | Греція            | 0 – 2     | Північна Ірландія | Відбір до ЧЄ 2016 | -    | 46'      |
| 14-11-2014 | Пірей       | Греція            | 0 – 1     | Фарерські острови | Відбір до ЧЄ 2016 | -    | 46'      |
| 18-11-2014 | Мегалополіс | Греція            | 0 – 2     | Сербія            | товариський матч  | -    | 64'      |
| 29-3-2015  | Будапешт    | Угорщина          | 0 – 0     | Греція            | Відбір до ЧЄ 2016 | -    |          |
| 8-10-2015  | Белфаст     | Північна Ірландія | 3 – 1     | Греція            | Відбір до ЧЄ 2016 | -    | 76'      |
| Усього     |             | Матчів            | 12        |                   | Голів             | 0    |          |

## Титули і досягнення
- Володар Кубка Греції (1):

ПАОК: 2016-17